# Maurizio Vigiani
Maurizio Vigiani (Borgo San Lorenzo, 12 maggio 1905 – Firenze, 10 settembre 1975) è stato un politico italiano.
Partecipò alla Resistenza. Rappresentante del mondo sindacale ed operaio, nel 1948 venne candidato dalla Democrazia Cristiana nella circoscrizione del Mugello, che veniva considerata di sicura assegnazione al Partito Comunista. Vigiani, con grande sorpresa soprattutto da parte dei membri del suo partito, vinse una battaglia considerata ormai persa (da allora da tale circoscrizione sono stati eletti solo candidati afferenti ai partiti della sinistra). Successivamente l'impegno politico di Vigiani si è indirizzato principalmente al sostegno del mondo delle cooperative edificatrici e del volontariato. Fu anche consigliere comunale a Fiesole per 25 anni.